# Gyalopion quadrangulare
Espèce
Synonymes
- Ficimia quadrangularis Günther, 1893
- Ficimia desertorum Taylor, 1936

Statut de conservation UICN

 LC  : Préoccupation mineure
Gyalopion quadrangulare est une espèce de serpents de la famille des Colubridae.

## Répartition
Cette espèce se rencontre :
- aux États-Unis, dans le sud de l'Arizona ;
- au Mexique, dans le Sinaloa et le Sonora.

## Description
L'holotype de Gyalopion quadrangulare mesure 305 mm dont 35 mm pour la queue. C'est une espèce ovipare.

## Publication originale
- Günther, 1893 : Reptilia and Batrachia, Biologia Centrali-Américana, Taylor, & Francis, London, p. 1-326 (texte intégral).